# ヴェヌーシア・V-ONLINE
V-ONLINE（ブイ-オンライン）は、東風日産が製造し、ヴェヌーシアブランドで販売しているSUV。2021年に中国で発売。

## 概要
2021年9月27日に「V-ONLINE」が発売された。